# 岩崎実太郎
岩崎 実太郎（いわさき じつたろう　岩崎 實太郎、生没年不詳）は、かつて日本に存在した農商務省・商工省の官僚。大正から昭和初期にかけて、貿易通信員として主にチリ、オーストラリアに派遣された。

## 著作・論文
- 『南米へ : 最近の智利事情』 内外印刷合資会社、1924年。
- 「智利硝石と智利産業の将来」、『植民』 3(5)、日本植民通信社、1924年5月、22-30頁。
- 「シドニー駐在」、『貿易通信員報告集』 大正15年 第2,7号、商工省商務局 編、1926年。
- 「濠洲ニ於ケル本邦生絲取引狀況」、『生絲及其ノ取引状況 : 昭和六年七月調』、商工省貿易局 編、1932年。
- 「濠洲に於ける人絹織物生產並に輸出入狀況」、『帝人タイムス』 11(5)、帝人社、1936年、10-13頁。
- 「濠洲ニユーサウスウエールス州の織物輸入狀況」、『綿工聯』 (11)、日本綿織物工業組合聯合会、1936年5月、61・62頁。
- 「一九三七―三八年濠洲絹綿織物輪入狀況」、『綿工聯』 (38)、日本綿織物工業組合聯合会、1938年10月、35・36頁。
- 『濠洲事情』 東京商工奨励館、1942年。
- 『濠州ノ畜産農産資源ト商農産物ノ需給状况』（出版社、発行年不詳。農林水産関係試験研究機関総合目録）